# Cattleya intermedia
La Cattleya intermedia es una especie de orquídea epifita  que pertenece al género de las Cattleya.   

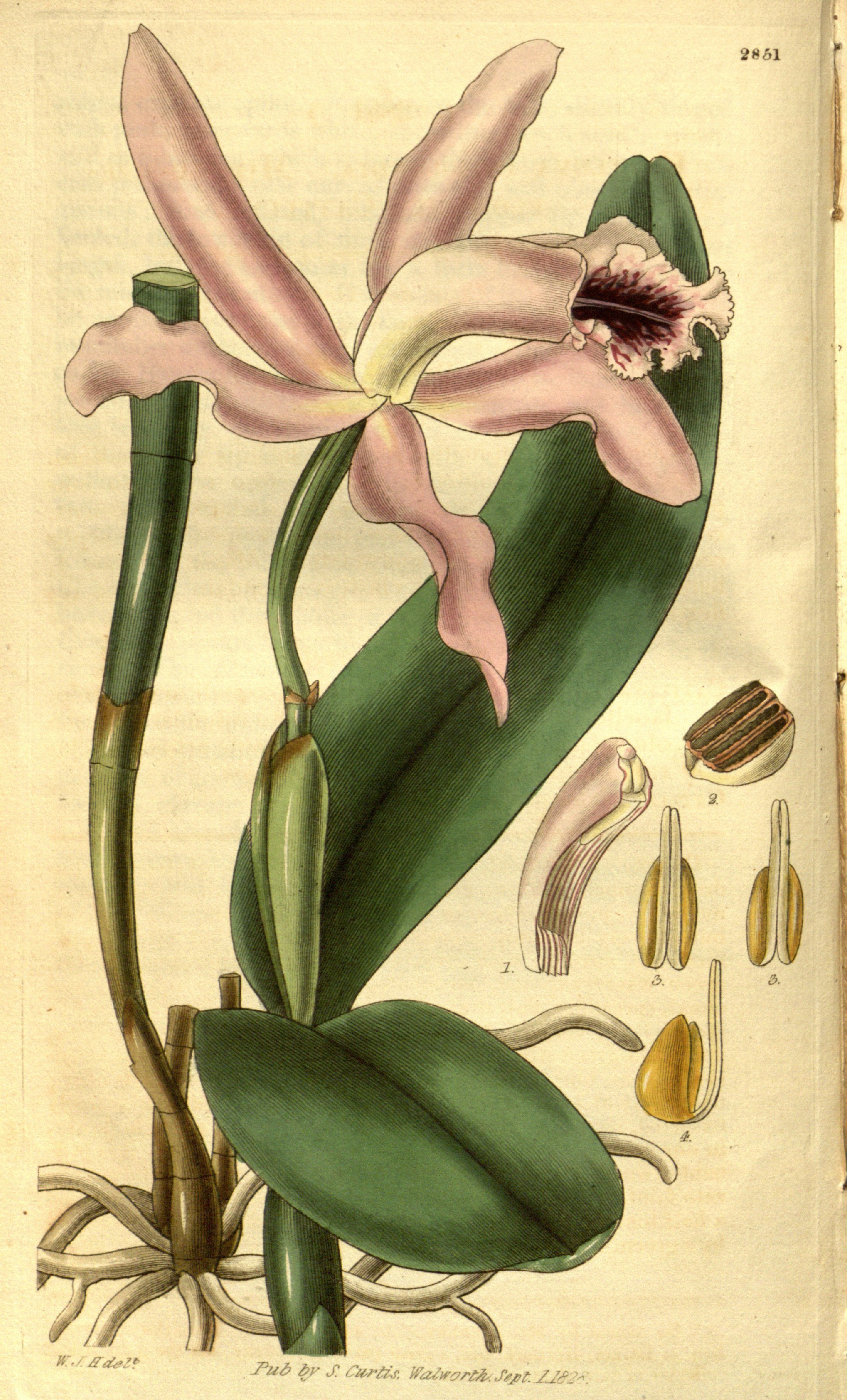
Ilustración

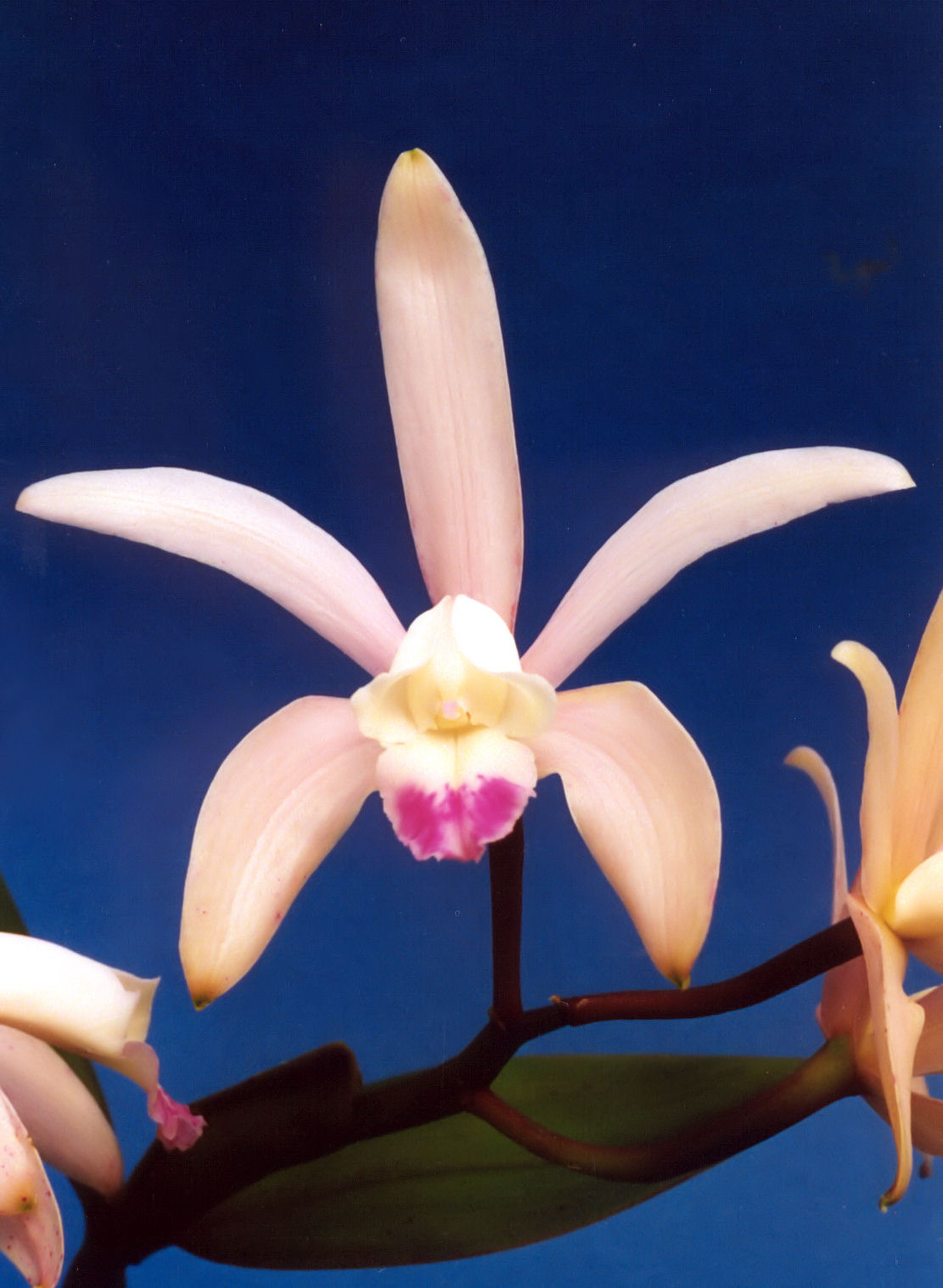
Detalle de la flor

## Descripción
Es una orquídea de tamaño pequeño a mediano, con hábitos de epifita y con pseudobulbos delgados, cilíndricos,  con varias brácteas, tubulares,  escariosas envolviéndolos y con 2 a 4 hojas, apicales, subopuestas. Florece en la primavera o el verano en una corta inflorescencia terminal, con 3-7 flores con brácteas florales diminutas y subtendida por una vaina conduplicada que surge de un pseudobulbo recién madurado. Las flores tienen una textura pesada, fragante, de color variable y de larga vida.

## Distribución
Se encuentra desde el centro hasta el sur de Brasil, Uruguay y Argentina en el bosque costero Atlántico, donde se encuentra en rocas y árboles pequeños cerca del mar o corrientes de agua.     
Es originaria de Boia Ceia ', Sao Paulo, Brasil donde son abundantes en su entorno específico que abarca el área exacta que los condominios junto al mar. El mar da paso a la arena y luego la arena da paso a las vides y las hierbas y luego a pequeños arbustos y luego comienza la hamaca de maderas duras raquíticas con zanjas de agua salada de las mareas y de escorrentía de agua dulce. Esta zona es muy húmeda y caliente que es bañada por el aerosol de las olas rompiendo a menos de 20 metros de distancia. Cattleya intermedia se encuentra en estas hamacas en vastas comunidades. Se encuentran en los árboles en o justo por encima de la altura de los ojos. Las ramas y los troncos son extremadamente húmedos y tenía líquenes y musgos con una gran cantidad de agua estancada y los mosquitos y bromelias por todas partes.    

## Taxonomía
Cattleya intermedia fue descrita por Graham ex Hook.   y publicado en Botanical Magazine 55: t. 2851. 1828.
Etimología
Cattleya: nombre genérico otorgado en honor de William Cattley orquideólogo aficionado inglés,
intermedia: epíteto latíno que significa "intermedia".
Sinonimia
- Bletia lindleyana (Rchb.f.) Rchb.f.
- Cattleya amabilis Lindl. ex F.Buyss.
- Cattleya amethystina C.Morren
- Cattleya aquinii Barb.Rodr.
- Cattleya gibeziae L.Linden & Rodigas
- Cattleya lindleyana Rchb.f.
- Cattleya loddigesii var. amethystina C.Morren ex Lem.
- Cattleya maritima Lindl.
- Cattleya ovata Lindl.
- Epidendrum canaliculatum Vell.
- Epidendrum intermedium (Graham ex Hook.) Rchb.f.
- Laelia lindleyana (Rchb.f.) G.Nicholson
- Laelia lindleyana (Rchb. f.) H.J. Veitch[1][5][6]